# 드미트리 페스코프
드미트리 세르게예비치 페스코프(러시아어: Дми́трий Серге́евич Песко́в, 러시아어 발음: [ˈdmʲitrʲɪj sʲɪrˈɡʲejɪvʲɪtɕ pʲɪˈskof], 문화어: 드미뜨리 뻬스꼬브, 1967년 10월 17일~)는 러시아의 정치인, 외교관, 튀르크학자이다. 2012년부터 블라디미르 푸틴 러시아 대통령의 입장을 대변하는 러시아 연방 대통령 공보수석을 맡고 있다.

## 생애와 경력
페스코프는 1967년, 훗날 소련 및 러시아의 외교관을 지낸 세르게이 페스코프의 아들로 태어났다..  드미트리의 아버지 세르게이는 이집트, 리비아, 아랍에미리트와 같은 다양한 아랍 국가에서 일했으며 이 때문에 드미트리는 전학을 수차례 다니면서 국내외 학업을 번갈아 가며 했다.
1983년, 모스크바 소재 특수학교를 졸업하고 1989년, 역사 및 동양학 전공으로 모스크바 국립대학교 산하 아시아 및 아프리카 연구 대학을 졸업하였다. 같은 해 소련 외무부에 합류하였다. 1990년, 튀르키예 주재 소련 대사관(소련 붕괴 이후에는 튀르키예 주재 러시아 연방 대사관) 행정보조원에 임명되었고, 이후 주재관과 제3서기관 직무를 수행하였다. 1994년부터 1996년까지는 모스크바 소재 러시아 연방 외무부에서 근무했으며, 1996년에는 다시 튀르키예에 파견되어 2000년까지 튀르키예 주재 러시아 연방 대사관 제1서기관을 지냈다. 1999년, 페스코프는 당시 러시아 대통령 보리스 옐친의 튀르키예어 통역을 맡아 이스탄불에서 열린 OSCE 정상 회담에서 옐친에게 깊은 인상을 주었고 회담 기간 내내 보리스 옐친과 함께 텔레비전에 출연하였다.
2000년, 블라디미르 푸틴이 러시아 연방 대통령 권한대행을 거쳐 차기 대통령이 된 이후 드미트리 페스코프는 푸틴 정권 공보실에서 중요한 요직을 두루 거쳤다. 2004년부터 2008년까지는 알렉세이 그로모프 (당시 러시아 연방 대통령 대변인)의 제1공보 차관보로 일했으며, 페스코프는 이 직위에서 일하면서 특정 문제와 관련해 국가 원수의 입장을 표명할 권리를 얻었다. 2008년 봄, 빅토르 줍코프 총리의 대변인에 임명되었고, 블라디미르 푸틴이 메드베데프 정권의 총리로 직위 이동을 했을 때 페스코프는 러시아 연방 정부 공보실을 지휘하는 위치에 배치되었다. 2012년, 푸틴이 다시 대통령이 되었을 때 페스코프는 나탈리야 티마코바의 뒤를 이어 대통령 대변인이 되었다.

## 개인사
2015년 7월, 페스코프는 올림픽 챔피언인 아이스 댄서 타티아나 나브카와 약혼했으며 슬하에 나쟈라는 딸이 있다.  나브카는 러시아와 미국 시민권을 모두 갖고 있는 인물이다.  페스코프는 두 번째 아내와 이혼한 후인 2015년 8월 1일에 나브카와 결혼했다. 러시아의 주간 사회 정치 신문 사베세드니크(Собеседник, 러시아어로 대담자라는 의미)는 이 결혼이 2015년 6월에 있었다고 주장하였다. 페스코프는 결혼식이 열리는 동안 미화 670,000달러에 달하는 리차드 밀의 시계를 차고 촬영을 했는데, 자신의 공무원 신고 소득보다 비싼 시계를 차서 화제가 되었다. 언론은 이에 뜨겁게 반응했고, 페스코프는 나브카가 시계 값을 지불했다고 대답하였다. 러시아 반부패 운동가 알렉세이 나발니는 이 해 8월, 페스코프가 새 아내와 함께 이탈리아 사르데냐 섬 해안에서 몰타 팔콘이라는 고가의 요트를 타고 휴가를 갔다고 주장하였다. 나발니는 페스코프가 선박에 발을 딛었다는 직접 증거를 제시하지는 않았으나 요트 추적 웹사이트와 소셜 미디어 게시물의 데이터를 이 주장을 일부 뒷받침하는 증거로 인용하였다.
2014년에 설립된 나브카 소유의 Carina Global Assets은 영국령 버진아일랜드에 등록되어 있으며, 아파트를 포함하여 100만 달러 이상의 자산을 보유하고 있으며 2015년 11월에 청산되었다.
페스코프는 모국어인 러시아 외에 영어, 튀르키예어, 아랍어에도 능통하다.
그의 딸 엘리자베타 페스코바는 프랑스 유럽의회 의원인 아이메릭 쇼프라드의 보좌관으로 일하고 있다.
2020년 5월, 코로나-19 양성 판정을 받고 병원으로 이송되었으며, 같은 해 5월에 퇴원하였다.